# Elección para gobernador de Nuevo Hampshire de 2018
La elección para gobernador de Nuevo Hampshire de 2018 tuvo lugar el 6 de noviembre. El gobernador republicano titular Chris Sununu ganó la reelección para un segundo mandato, derrotando a la exsenadora estatal Molly Kelly. Sununu fue el primer republicano en ejercicio en ganar la reelección como gobernador desde que Steve Merrill fue reelegido en 1994.

## Primarias

### Partido Republicano
|  | 98.3 % |

|  | 0.6 % |

|  | 0.2 % |

|  | 0.0 % |

|  | 0.0 % |

|  | 0.7 % |

|  | 100 % |

### Partido Demócrata
|  | 65.5 % |

|  | 33.8 % |

|  | 0.5 % |

|  | 0.0 % |

|  | 0.0 % |

|  | 0.1 % |

|  | 100 % |

## Elección general

### Resultados
| Elección para gobernador de Nuevo Hampshire 2018 | Elección para gobernador de Nuevo Hampshire 2018 | Elección para gobernador de Nuevo Hampshire 2018 | Elección para gobernador de Nuevo Hampshire 2018 | Elección para gobernador de Nuevo Hampshire 2018 |
| Partido                                          | Partido                                          | Candidato                                        | Votos                                            | %                                                |
| ------------------------------------------------ | ------------------------------------------------ | ------------------------------------------------ | ------------------------------------------------ | ------------------------------------------------ |
|                                                  | Republicano                                      | Chris Sununu                                     | 302.764                                          | 52.78                                            |
|                                                  | Demócrata                                        | Molly Kelly                                      | 262.359                                          | 45.74                                            |
|                                                  | Libertario                                       | Jiletta Jarvis                                   | 8.197                                            | 1.43                                             |
|                                                  | Escritos                                         | Escritos                                         | 282                                              | 0.05                                             |
| Total                                            | Total                                            | Total                                            | 573.602                                          | 100                                              |